# Jules Mahieu
Pour les articles homonymes, voir Mahieu.
Ne doit pas être confondu avec Jules Mathieu.
Jules Mahieu, né le 27 mars 1897 à Wasmes (Belgique) et mort le 11 juillet 1968 à La Brigue (France), est un prêtre belge et militant wallon.

## Biographie
Né le 27 mars 1897 à Wasmes, Jules Mahieu est le fils de Jules Mahieu, charbonnier, et de Domitilde Lecomte.
Il choisit une carrière ecclésiastique. L'abbé Jules Mahieu devient en 1926 le vicaire de la paroisse de Roux.
Son militantisme wallon le conduit notamment à s'opposer à Adhémar De Jonghe, un vicaire flamand de Roux dirigeant la section locale du Broederbond,, et à arborer le drapeau wallon lors des processions, ce qui lui vaut une désapprobation et une sanction de son évêque. Malade, il ne peut prendre de nouvelles fonctions, et les autorités ecclésiastiques en profitent[non neutre] pour le considérer comme démissionnaire de sa paroisse et le priver de son traitement.
Il noue en 1934 des liens durables avec Pierre Clémenti et son Parti français national-communiste, un groupuscule d'inspiration fasciste partisan de l'annexion de la Wallonie à la France.
En juin 1936, l'abbé Mahieu prend la parole lors du neuvième pèlerinage de Waterloo, en conséquence de quoi il lui sera interdit de porter la soutane robe dans le diocèse de Tournai. Engagé ouvertement dans le Mouvement wallon depuis cette époque, il sera, en 1936, l'un des principaux promoteurs du Front démocratique wallon et présidera la Concentration wallonne en février 1937.
Quoique désapprouvé par la plupart des militants (le comte Albert du Bois fait partie de ceux qui le soutiennent), il crée le Parti wallon indépendant, sous l'étiquette duquel il se présente — sans succès — dans l'arrondissement de Charleroi lors des élections législatives du 2 avril 1939.
Durant la drôle de guerre, le 29 octobre 1939, il quitte la Belgique neutre et se met « au service de la France », où il prend le nom de Jacques-André Mahieu de Warelles[réf. souhaitée].
Réfugié dans la zone libre, il adresse coup sur coup deux rapports aux autorités vichystes à qui il propose l'annexion de la Wallonie,,. Il est en contact étroit avec Georges Thone grâce auquel il obtient une aide financière du Secours national. Thone, qui fournit des renseignements sur la Belgique au ministère français des Affaires étrangères, demande notamment à Mahieu un rapport sur le Verdinaso.
En tant que membre d'une filière d'évasion, l'abbé Mahieu rencontre à Lisbonne durant l'été 1942 le général Martial Valin : à cette occasion, il fait notamment parvenir aux gaullistes un rapport où il expose ses idées rattachistes.
Il ne reviendra jamais en Belgique.[réf. souhaitée] À Nice, il fonde la revue Le Souvenir napoléonien[réf. souhaitée], qu'il préside jusqu'à sa mort, survenue en juillet 1968.

## Distinctions
- Officier du Mérite wallon (O.M.W.) à titre posthume en 2012[13].